# Campionati del mondo di atletica leggera 2022 - 3000 metri siepi femminili
La specialità dei 3000 metri siepi femminili dei campionati del mondo di atletica leggera 2022 si è svolta tra il 16 e il 20 luglio all'Hayward Field di Eugene, negli Stati Uniti d'America.

## Podio
| Pos.    | Atleta           | Nazionalità | Tempo   |
| ------- | ---------------- | ----------- | ------- |
| Oro     | Norah Jeruto     | Kazakistan  | 8'53"02 |
| Argento | Werkuha Getachew | Etiopia     | 8'54"61 |
| Bronzo  | Mekides Abebe    | Etiopia     | 8'56"08 |

## Situazione pre-gara

### Record
Prima di questa competizione, il record del mondo (RM) e il record dei campionati (RC) erano i seguenti.
| Record                | Prestazione | Atleta                   | Data                                        | Competizione  |
| --------------------- | ----------- | ------------------------ | ------------------------------------------- | ------------- |
| Record mondiale       | 8'44"32     | Beatrice Chepkoech Kenya | 20 luglio 2018 Monaco, Principato di Monaco | Herculis 2018 |
| Record dei campionati | 8'57"84     | Beatrice Chepkoech Kenya | 30 settembre 2019 Doha, Qatar               | Mondiali 2019 |

### Campioni in carica
I campioni in carica a livello mondiale e olimpico erano:
| Campione | Atleta                   | Prestazione | Data                          | Competizione         |
| -------- | ------------------------ | ----------- | ----------------------------- | -------------------- |
| Olimpico | Peruth Chemutai Uganda   | 9'01"45     | 4 agosto 2021 Tokyo, Giappone | Giochi olimpici 2021 |
| Mondiale | Beatrice Chepkoech Kenya | 8'57"84     | 30 settembre 2019 Doha, Qatar | Mondiali 2019        |

### La stagione
Prima di questa gara, gli atleti con le migliori tre prestazioni dell'anno erano:
| Pos. | Atleta                      | Prestazione | Data                               |
| ---- | --------------------------- | ----------- | ---------------------------------- |
| 1    | Winfred Mutile Yavi Bahrein | 8'56"55     | 18 giugno 2022 Parigi, Francia     |
| 2    | Norah Jeruto Kazakistan     | 8'57"97     | 28 maggio 2022 Eugene, Stati Uniti |
| 3    | Mekides Abebe Etiopia       | 9'03"26     | 28 maggio 2022 Eugene, Stati Uniti |

## Risultati

### Batterie
Le prime 3 di ogni batteria (Q) e i 6 tempi migliori, le escluse (q) si qualificano alla finale.
| Pos. | Batteria | Atleta                  | Nazionalità | Tempo    | Note                                     |
| ---- | -------- | ----------------------- | ----------- | -------- | ---------------------------------------- |
| 1    | 1        | Norah Jeruto            | Kazakistan  | 9'01"54  | Q                                        |
| 2    | 1        | Werkuha Getachew        | Etiopia     | 9'11"25  | Q                                        |
| 3    | 1        | Marwa Bouzayani         | Tunisia     | 9'12"14  | Q                                        |
| 4    | 2        | Alice Finot             | Francia     | 9'14"34  | Q                                        |
| 5    | 2        | Mekides Abebe           | Etiopia     | 9'14"83  | Q                                        |
| 6    | 2        | Luiza Gega              | Albania     | 9'14"91  | Q                                        |
| 7    | 2        | Courtney Wayment        | Stati Uniti | 9'14"95  | q                                        |
| 8    | 1        | Emma Coburn             | Stati Uniti | 9'15"19  | q                                        |
| 9    | 2        | Peruth Chemutai         | Uganda      | 9'16"66  | q                                        |
| 10   | 3        | Celliphine Chespol      | Kenya       | 9'16"78  | Q                                        |
| 11   | 3        | Maruša Mišmaš-Zrimšek   | Slovenia    | 9'17"14  | Q                                        |
| 12   | 3        | Winfred Mutile Yavi     | Bahrein     | 9'17"32  | Q                                        |
| 13   | 3        | Courtney Frerichs       | Stati Uniti | 9'17"91  | q                                        |
| 14   | 2        | Aimee Pratt             | Regno Unito | 9'18"91  | q                                        |
| 15   | 2        | Gesa Felicitas Krause   | Germania    | 9'21"02  | q                                        |
| 16   | 3        | Sembo Almayew           | Etiopia     | 9'21"10  |                                          |
| 17   | 2        | Amy Cashin              | Australia   | 9'21"46  | Miglior prestazione personale            |
| 18   | 2        | Chiara Scherrer         | Svizzera    | 9'22"15  |                                          |
| 19   | 3        | Daisy Jepkemei          | Kazakistan  | 9'23"07  |                                          |
| 20   | 1        | Elizabeth Bird          | Regno Unito | 9'23"17  |                                          |
| 21   | 2        | Irene Sánchez-Escribano | Spagna      | 9'23"94  | Miglior prestazione personale            |
| 22   | 3        | Nataliya Strebkova      | Ucraina     | 9'25"85  |                                          |
| 23   | 3        | Tatiane Raquel da Silva | Brasile     | 9'26"25  |                                          |
| 24   | 2        | Purity Kirui            | Kenya       | 9'26"88  | Miglior prestazione personale stagionale |
| 25   | 1        | Jackline Chepkoech      | Kenya       | 9'27"50  |                                          |
| 26   | 3        | Carolina Robles         | Spagna      | 9'28"24  | Miglior prestazione personale            |
| 27   | 1        | Belén Casetta           | Argentina   | 9'29"05  | Miglior prestazione personale stagionale |
| 28   | 1        | Lea Meyer               | Germania    | 9'30"81  |                                          |
| 29   | 3        | Ceili McCabe            | Canada      | 9'32"73  |                                          |
| 30   | 1        | Regan Yee               | Canada      | 9'36"22  |                                          |
| 31   | 2        | Parul Chaudhary         | India       | 9'38"09  | Miglior prestazione personale            |
| 32   | 1        | Xu Shuangshuang         | Cina        | 9'39"17  | Miglior prestazione personale stagionale |
| 33   | 1        | Brielle Erbacher        | Australia   | 9'40"55  |                                          |
| 34   | 3        | Cara Feain-Ryan         | Australia   | 9'43"41  |                                          |
| 35   | 3        | Adva Cohen              | Israele     | 9'44"74  |                                          |
| 36   | 3        | Kinga Królik            | Polonia     | 9'44"74  |                                          |
| 37   | 2        | Grace Fetherstonhaugh   | Canada      | 9'49"85  |                                          |
| 38   | 1        | Simone Ferraz           | Brasile     | 9'53"52  |                                          |
| 39   | 1        | Nilani Rathnayaka       | Sri Lanka   | 9'54"10  |                                          |
| 40   | 3        | Reimi Yoshimura         | Giappone    | 9'58"07  |                                          |
| 41   | 2        | Carolina Lozano         | Argentina   | 10'03"51 |                                          |
| 42   | 1        | Yuno Yamanaka           | Giappone    | 10'18"18 |                                          |

### Finale
| Pos.    | Atleta                | Nazionalità | Tempo   | Note                                     |
| ------- | --------------------- | ----------- | ------- | ---------------------------------------- |
| Oro     | Norah Jeruto          | Kazakistan  | 8'53"02 | Record dei campionati · Record nazionale |
| Argento | Werkuha Getachew      | Etiopia     | 8'54"61 | Record nazionale                         |
| Bronzo  | Mekides Abebe         | Etiopia     | 8'56"08 | Miglior prestazione personale            |
| 4       | Winfred Mutile Yavi   | Bahrein     | 9'01"31 |                                          |
| 5       | Luiza Gega            | Albania     | 9'10"04 | Record nazionale                         |
| 6       | Courtney Frerichs     | Stati Uniti | 9'10"59 | Miglior prestazione personale stagionale |
| 7       | Aimee Pratt           | Regno Unito | 9'15"64 | Record nazionale                         |
| 8       | Emma Coburn           | Stati Uniti | 9'16"49 |                                          |
| 9       | Marwa Bouzayani       | Tunisia     | 9'20"92 |                                          |
| 10      | Alice Finot           | Francia     | 9'21"40 |                                          |
| 11      | Peruth Chemutai       | Uganda      | 9'21"93 |                                          |
| 12      | Courtney Wayment      | Stati Uniti | 9'22"37 |                                          |
| 13      | Celliphine Chespol    | Kenya       | 9'27"34 |                                          |
| 14      | Maruša Mišmaš-Zrimšek | Slovenia    | 9'40"78 |                                          |
| 15      | Gesa Felicitas Krause | Germania    | 9'52"66 |                                          |